# 格洛里尼亚
格洛里尼亚是巴西南大河州的一个市镇。总面积323.641平方公里，总人口6908人，人口密度21.3人/平方公里。